# Château de l'Aune
Le Château de l'Aune est un château français situé à Châlons-du-Maine, dans le département de la Mayenne et la région des Pays de la Loire. Il y a avait anciennement in Étang qui est depuis desséché.

## Historique
Le Château appartient à Claude du Plessis, clerc, 1739. Il est vendu par Angélique Leclerc de Vaumorin, femme de Léon du Mans du Chalais, à Louis Fabre, négociant à Mayenne, 1815, et par lui à Léon Letourneurs, 1830. M. Letourneurs a fait reconstruire, en 1848, une ancienne chapelle dédiée à saint Denis.

## Sources et bibliographie
- « Château de l'Aune », dans Alphonse-Victor Angot et Ferdinand Gaugain, Dictionnaire historique, topographique et biographique de la Mayenne, Laval, A. Goupil, 1900-1910 [détail des éditions] (BNF 34106789, présentation en ligne)